# Zmijí maso

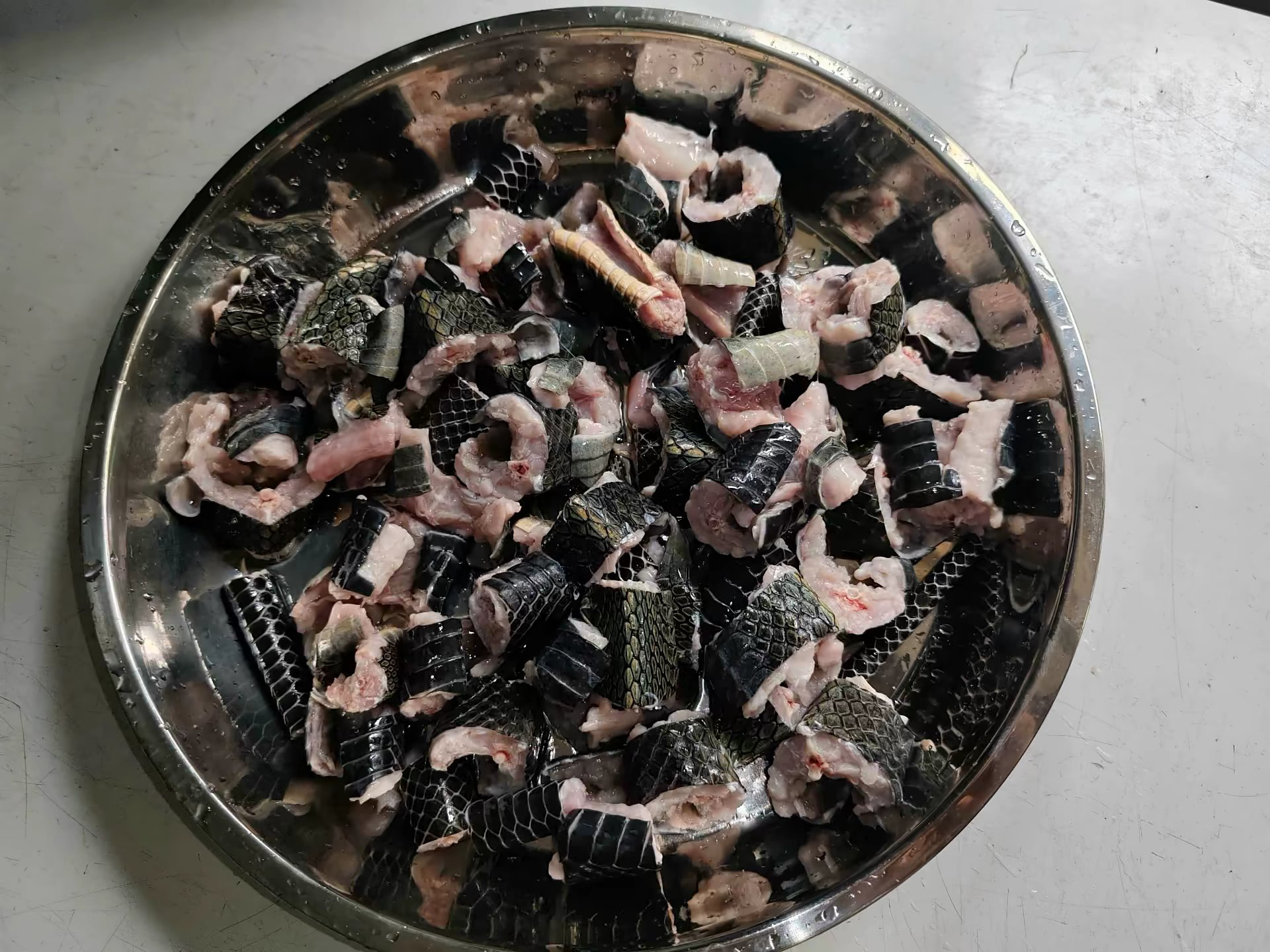
Nakrájené syrové hadí maso

Zmijí maso je maso pocházející ze zmijí, které je určené pro lidskou spotřebu, a to pro léčebné či kulinářské účely. Zmijí maso je z léčebných důvodů konzumováno v Mexiku, kde je jeho konzumace indikována k léčbě onemocnění krevního oběhu (křečové žíly) a rakoviny. Konzumuje se čerstvé nebo sušené k úlevě stavů jako jsou závratě, záněty, anémie, leukémie a další zdravotní problémy. Zmijí maso, bez ohledu na druh, které se používá sušené nebo v práškové podobě, musí být zpracováno a zabaleno za přísných bezpečnostních norem, aby se k němu nedostala vlhkost. Mexiko také kromě zmijí využívá i chřestýše, které dováží ze Spojených států.
Ve Vietnamu se konzumují nejen zmije, ale i netopýři, psi a smažení červi. V indonéské Jakartě se zmijí (či obecně hadí) maso konzumuje zcela běžně. V Thajsku je zmijí maso běžně k dostání i v pouličním rychlém občerstvení. Kambodžské město Phnompenh je známé pouličními prodejci pečených „zlatých hadů“.
V USA se v texaském městě Sweetwater koná jeden z největších hadích festivalů na světě. Na tomto festivalu je k dostání i plátek zmijího masa s hranolky.